# HD 80950
HD 80950，又名CP-74 580，SAO 256600、HR 3721，是一颗恒星，视星等为5.86，位于銀經290.11，銀緯-17.49，其B1900.0坐标为赤經9h 17m 35.3s，赤緯-74° -17.49′ 46″。